# Adam Woronowicz
Adam Woronowicz, né le 25 décembre 1973  à Białystok, est un acteur polonais de théâtre, cinéma et télévision.  

## Filmographie
- 1999 : Skok - Kosa
- 1999 : Torowisko - Andrzej
- 2000 : Enduro Bojz - médecin
- 2000 : To my - policier
- 2002 : Chopin. Pragnienie miłości - Maurice Sand
- 2004 : Męskie-żeńskie - peintre Robert
- 2004 : Kryminalni - Janusz Szlaka (ép. 1)
- 2009 : Popiełuszko. Wolność jest w nas - père Jerzy Popiełuszko
- 2009 : Generał Nil - juge Igor Andrejew
- 2009 : Tribulations d'une amoureuse sous Staline - monsieur Józef
- 2010 : EM-20STKA
- 2010 : Chrzest - Gruby, chef du gang
- 2010 : Święty interes - Janek Rembowski
- 2011 : Baby są jakieś inne - Pierwszy / Adaś Miauczyński
- 2011 : Ki - Miko
- 2011 : Les Impliqués - Leszek Kopeć
- 2012 : Hans Kloss. Stawka większa niż śmierć - Lau
- 2012 : Felix, Net i Nika oraz Teoretycznie Możliwa Katastrofa - Rybak
- 2012 : Drogówka - procurateur Czech
- 2013 : Miłość - maire
- 2013 : Syberiada polska - Jan Dolina
- 2013 : L'Homme du peuple - Tadeusz Fiszbach
- 2014 : Fotograf  - Kwiatkowski
- 2014 : Pani z przedszkola - Hubert Myśliwski, père de Krzysztof
- 2015 : Czerwony pająk - vétérinaire Lucjan Staniak
- 2015 : Cialo
- 2015 : Demon - docteur
- 2016 : Sługi boże
- 2017 : Dwie korony
- 2017 : Najlepszy
- 2018 : Pitbull. Ostatni pies - Junior
- 2018 : Cold War - consul
- 2021 : Tous mes amis sont morts - L'inspecteur Kwasnievski

## Récompense
- Aigle du meilleur acteur dans un second rôle en 2010 pour son rôle dans Chrzest